# Lista siturilor arheologice din județul Sălaj - V
Lista siturilor arheologice din județul Sălaj - V conține toate siturile arheologice din județul Sălaj înscrise în Repertoriul Arheologic Național (RAN) și aflate în localități al căror nume începe cu litera V. RAN este administrat de Ministerul Culturii și Patrimoniului Național și cuprinde date științifice, cartografice, topografice, imagini și planuri, precum și orice alte informații privitoare la zonele cu potențial arheologic, studiate sau nu, încă existente sau dispărute.
Puteți căuta un sit din localitățile care încep cu litera V folosind formularul de mai jos sau puteți naviga prin toate siturile din județ la Lista siturilor arheologice din județul Sălaj.
| Cod RAN                                   | Denumire                                                                                                   | Localitate                              | Adresă            | Datare               | Descoperit | Coordonate | Imagine           | Erori            |
| ----------------------------------------- | --- | --------------------------------------- | ----------------- | -------------------- | ---------- | ---------- | ----------------- | ---------------- |
| 141928.01.01 (Cod LMI: SJ-I-s-B-04974)    | Vestigii romane de la Valea Leșului / ansamblu anonim (Categorie: neprecizată) (Tip: neprecizat)           | sat Valea Leșului, comuna Lozna         |                   | sec. II - III        |            |            | Încărcați imagine | Raportați eroare |
| 139866.01.01 (Cod LMI: SJ-I-s-B-04975)    | Turnul roman de la Var - "Dealul Tărăbailor" / ansamblu anonim (Categorie: fortificație) (Tip: Turn)       | sat Var, oraș Jibou                     | Dealul Tărăbailor | romană sec. II - III |            |            | Încărcați imagine | Raportați eroare |
| 142220.01 (Cod LMI: SJ-I-s-B-04976)       | Situl arheologic de la Vădurele - "Fundătura" (Categorie: locuire civilă) (Tip: așezare)                   | sat Vădurele, comuna Năpradea           | Fundătura         |                      |            |            | Încărcați imagine | Raportați eroare |
| 142220.01.01 (Cod LMI: SJ-I-m-B-04976.02) | Situl arheologic de la Vădurele - "Fundătura" / ansamblu anonim (Categorie: locuire civilă) (Tip: Așezare) | sat Vădurele, comuna Năpradea           | Fundătura         | Wietenberg           |            |            | Încărcați imagine | Raportați eroare |
| 142220.01.02 (Cod LMI: SJ-I-m-B-04976.01) | Situl arheologic de la Vădurele - "Fundătura" / ansamblu anonim (Categorie: locuire civilă) (Tip: Așezare) | sat Vădurele, comuna Năpradea           | Fundătura         | geto-dacică          |            |            | Încărcați imagine | Raportați eroare |
| 141875.01.01 (Cod LMI: SJ-I-s-B-04977)    | Așezarea din epoca bronzului de la Vălișoara / ansamblu anonim (Categorie: locuire civilă) (Tip: Așezare)  | sat Vălișoara, comuna Letca             |                   | Wietenberg           |            |            | Încărcați imagine | Raportați eroare |
| 143030.01.01 (Cod LMI: SJ-I-s-B-04978)    | Așezarea hallstattiană de la Vârșolț / ansamblu anonim (Categorie: locuire civilă) (Tip: Așezare)          | sat Vârșolț, comuna Vârșolț             |                   |                      |            |            | Încărcați imagine | Raportați eroare |
| 141072.01                                 | Fortificațiile de la Voivodeni - "Bunghart" (Categorie: locuire) (Tip: fortificație)                       | sat Voivodeni, comuna Dragu             | Bunghart          |                      |            |            | Încărcați imagine | Raportați eroare |
| 141072.01.01                              | Fortificațiile de la Voivodeni - "Bunghart" / ansamblu anonim (Categorie: locuire) (Tip: Fortificație)     | sat Voivodeni, comuna Dragu             | Bunghart          | Basarabi             |            |            | Încărcați imagine | Raportați eroare |
| 141072.01.02                              | Fortificațiile de la Voivodeni - "Bunghart" / ansamblu anonim (Categorie: locuire) (Tip: Fortificație)     | sat Voivodeni, comuna Dragu             | Bunghart          | geto-dacică          |            |            | Încărcați imagine | Raportați eroare |
| 141875.02                                 | Topor neo-eneolitic la Vălișoara- Stânci (Categorie: descoperire izolată) (Tip: obiect izolat)             | sat Vălișoara, comuna Letca             | Stânci            |                      |            |            | Încărcați imagine | Raportați eroare |
| 142872.01                                 | Topor eneolitic de la Valea Pomilor- Lase (Categorie: descoperire izolată) (Tip: obiect izolat)            | sat Valea Pomilor, comuna Șamșud        | Lase (Plantație)  |                      |            |            | Încărcați imagine | Raportați eroare |
| 143129.01.01                              | Așezarea neolitică de la Valea Lungă / ansamblu anonim (Categorie: locuire civilă) (Tip: Locuire)          | sat Valea Lungă, comuna Zalha           |                   |                      |            |            | Încărcați imagine | Raportați eroare |
| 143012.01                                 | Unelte neo-eneolitice de la Valcău de Sus (Categorie: descoperire izolată) (Tip: obiect izolat)            | sat Valcău de Sus, comuna Valcău de Jos |                   |                      |            |            | Încărcați imagine | Raportați eroare |